# Denis Kornilov
Denis Aleksandrovič Kornilov (in russo Денис Александрович Корнилов?; Nižnij Novgorod, 17 agosto 1986) è un saltatore con gli sci russo.

## Biografia
In Coppa del Mondo ha esordito il 20 dicembre 2003 a Engelberg (18º) e ha ottenuto il primo podio il 15 febbraio 2009 a Oberstdorf (2º).
In carriera ha preso parte a quattro edizioni dei Giochi olimpici invernali, Torino 2006 (34º nel trampolino normale, 33º nel trampolino lungo, 8º nella gara a squadre), Vancouver 2010 (26º nel trampolino normale, 35º nel trampolino lungo, 10º nella gara a squadre), Soči 2014 (48º nel trampolino normale, 31º nel trampolino lungo, 9º nella gara a squadre) e Pyeongchang 2018 (24º nel trampolino normale, 29º nel trampolino lungo, 7º nella gara a squadre), a nove dei Campionati mondiali (5º nella gara a squadre dal trampolino normale a Oberstdorf 2005 il miglior risultato) e a sette dei Mondiali di volo (5º nella gara a squadre a Oberstdorf 2008 il miglior risultato).

## Palmarès

### Universiadi
- 2 medaglie:
  - 1 oro (trampolino lungo a Torino 2007)
  - 1 bronzo (trampolino normale a Torino 2007)

### Coppa del Mondo
- Miglior piazzamento in classifica generale: 19º nel 2007
- 3 podi (tutti a squadre):
  - 1 secondo posto
  - 2 terzi posti